# Can Zam (metropolitana di Barcellona)
Singuerlín è una stazione della Linea 9 Nord della metropolitana di Barcellona. È situata nel territorio del comune di Santa Coloma de Gramenet e serve la parte bassa del quartiere di Singuerlín e i quartieri di Les Olivelles e Riu Nord. È anche il capolinea della linea 9 dal lato Besòs e ospita il centro operativo del quarto lotto della metropolitana (tratta La Sagrera-Can Zam/Gorg) nonché il deposito ferroviario di Can Zam.
La stazione è situata a 18 metri di profondità e presenta un unico accesso all'incrocio tra Carrer Girona e Avinguda Francesc Macià. A differenza delle altre stazioni, realizzate secondo la tipologia a pozzo, questa stazione è costruita secondo la tipologia tradizionale e anche marciapiedi e binari sono paralleli e posti allo stesso livello, e non su due livelli separati per senso di marcia come nel resto della tratta sotterranea della linea 9.
La previsione di apertura iniziale era fissata per l'anno 2004, in seguito posticipata al 2008 ma per i ritardi accumulati nella realizzazione dei lavori l'inaugurazione effettiva avvenne il 13 dicembre 2009 come parte della prima tratta di 3,9 km della nuova linea

## Accessi
- Avinguda de Francesc Macià

## Galleria d'immagini

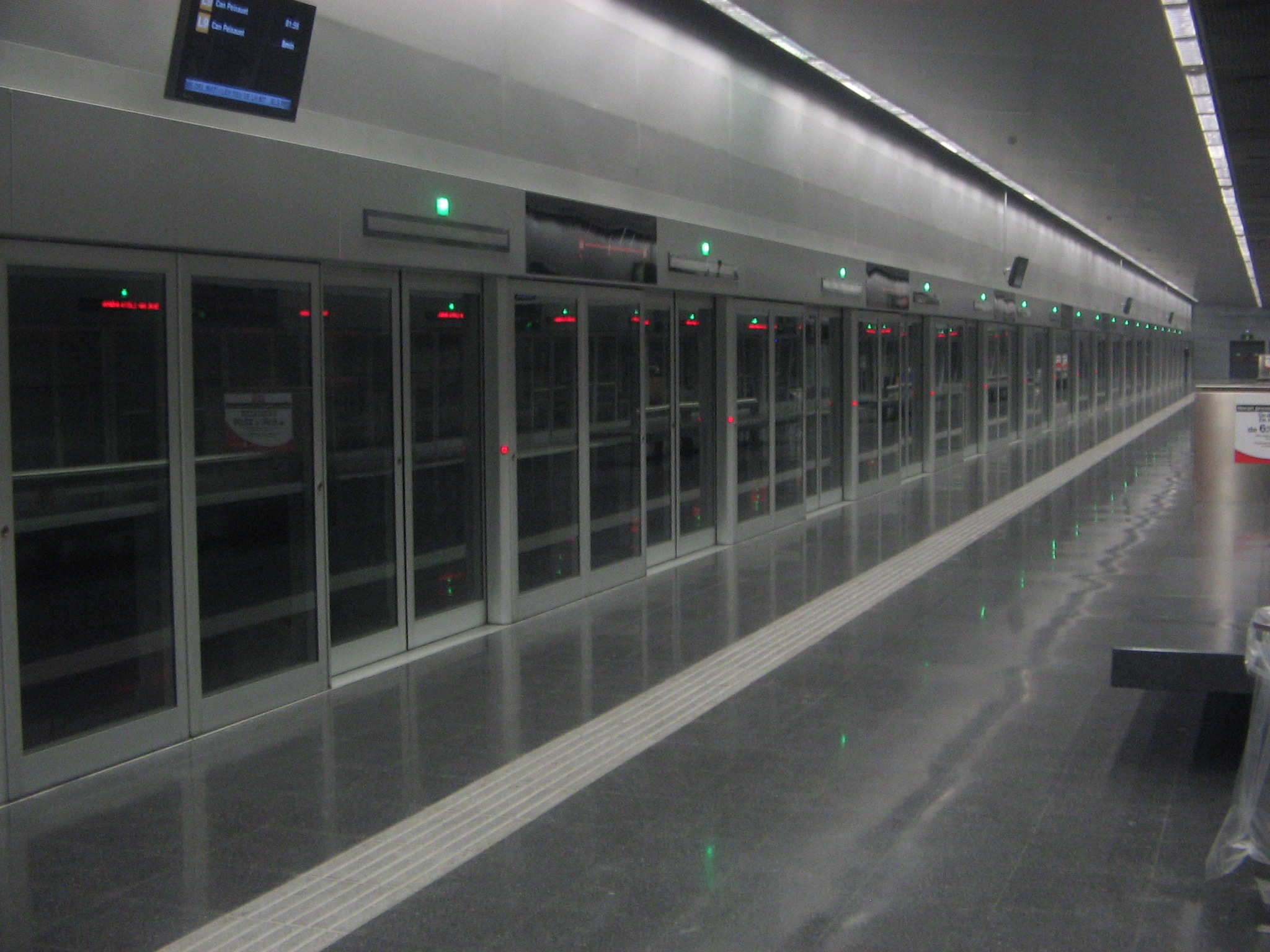
Marciapiede della stazione